# Huis met de Stenen Trappen

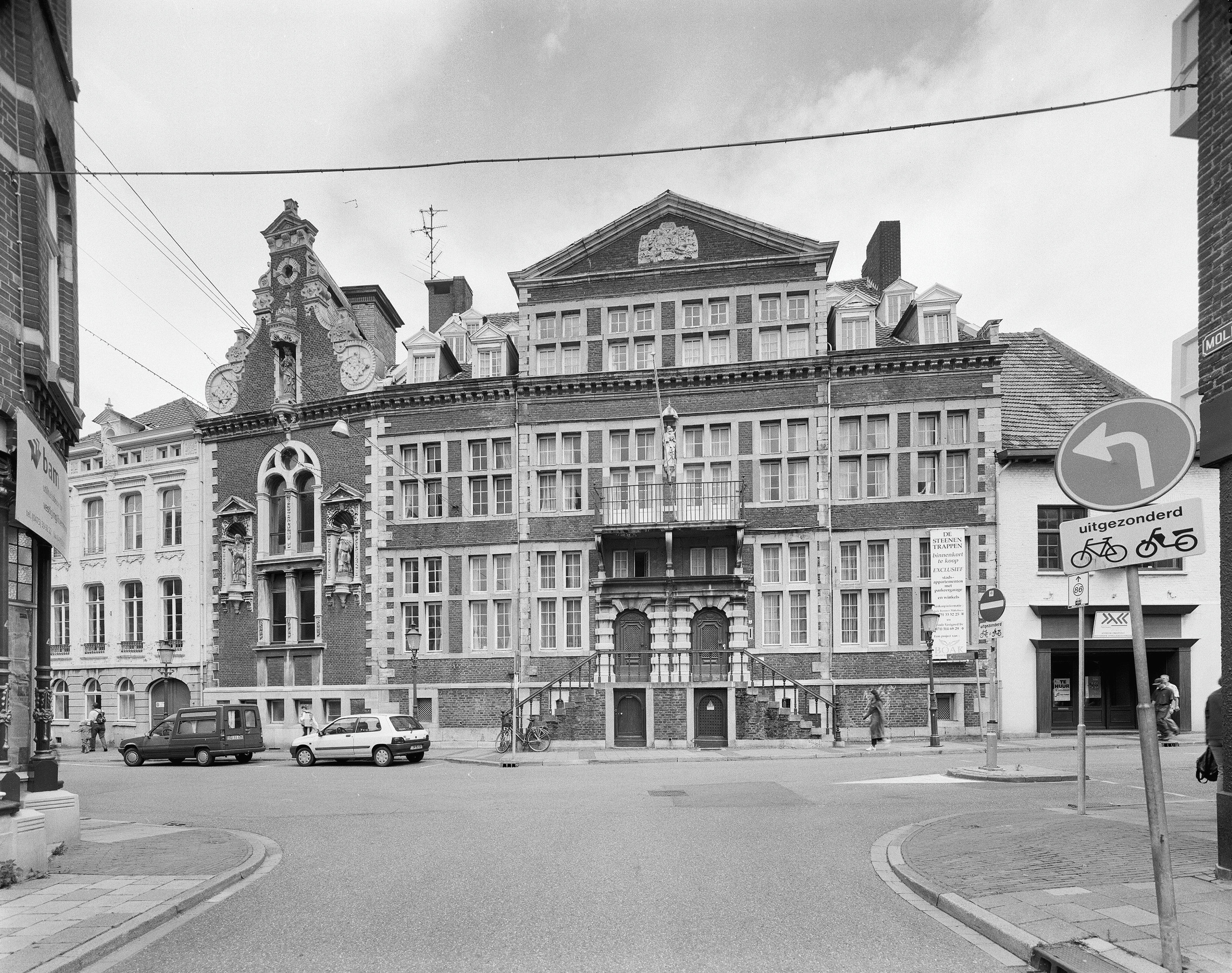
Voorgevel

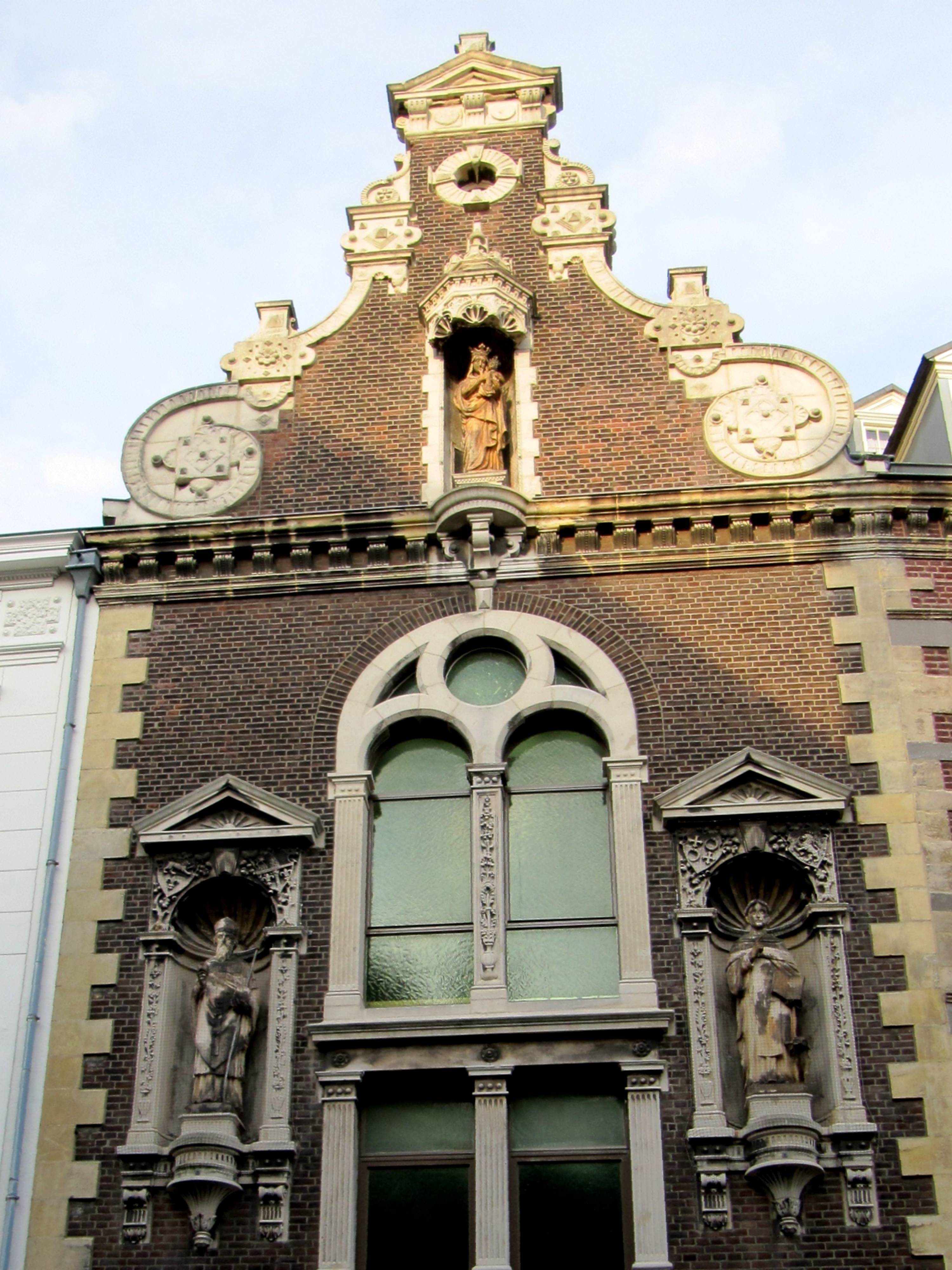
Kloosterkapel naast het huis

Het Huis met de Stenen Trappen is een monumentaal herenhuis, gelegen aan Neerstraat 33 te Roermond.

## Geschiedenis
Het huis werd, vrijwel onmiddellijk na de stadsbrand van 1665, gebouwd in 1666 voor Peter van Boshuijsen (schout van Echt en rentmeester van Ambt Montfort) en zijn vrouw Maria Holtman. De laat-middeleeuwse kelder van het huis is afkomstig van het huis De Gulden Valck, dat hier voordien gestaan heeft.
Het huis is gebouwd in Maaslands classicisme. Het streng symmetrische huis in rode baksteen heeft hoekbanden in witte natuursteen en een bordes. De voorgevel wordt gesierd met een fronton.
In 1724 werd het huis gesplitst. Twee rondboogingangen werden aangebracht, omgeven door Toscaanse pilasters.
In 1875 vestigden zich hier de Zusters van het Arme Kind Jezus, welke afkomstig waren uit Duitsland, waar zij vanwege de Kulturkampf werden verdreven. In 1888 werd daartoe een neobarokke kapel toegevoegd, ontworpen door H. Kürth. Er werd aan de voorgevel ook een Mariabeeld aangebracht.
De zusters vertrokken weer in 1994, waarna het huis werd ingericht als kantoor. Het huis is geklasseerd als Rijksmonument.